# All'età della pietra/Superobot 28
All'età della pietra/Superobot 28 è un singolo discografico split di Sarah & Co. e dei Superobots, pubblicato nel 1984.

## Tracce
1. Sarah & Co. – All'età della pietra – 2:50 (Argante e Lucio Macchiarella)
2. Superobots – Superobot 28 – 3:40 (Argante)

## Descrizione
All'età della pietra è un brano musicale scritto da Lucio Macchiarella su musica di Massimo Cantini e arrangiamento di Olimpio Petrossi, inciso da Sara Kappa con lo pseudonimo Sarah & Co., come sigla dell'anime Giatrus, il primo uomo. mentre Superobot 28 è un brano musicale scritto e musicato da Massimo Cantini su arrangiamento di Olimpio Petrossi, inciso dai Superobots come sigla dell'anime Super Robot 28.